# Schloss Kalkhorst

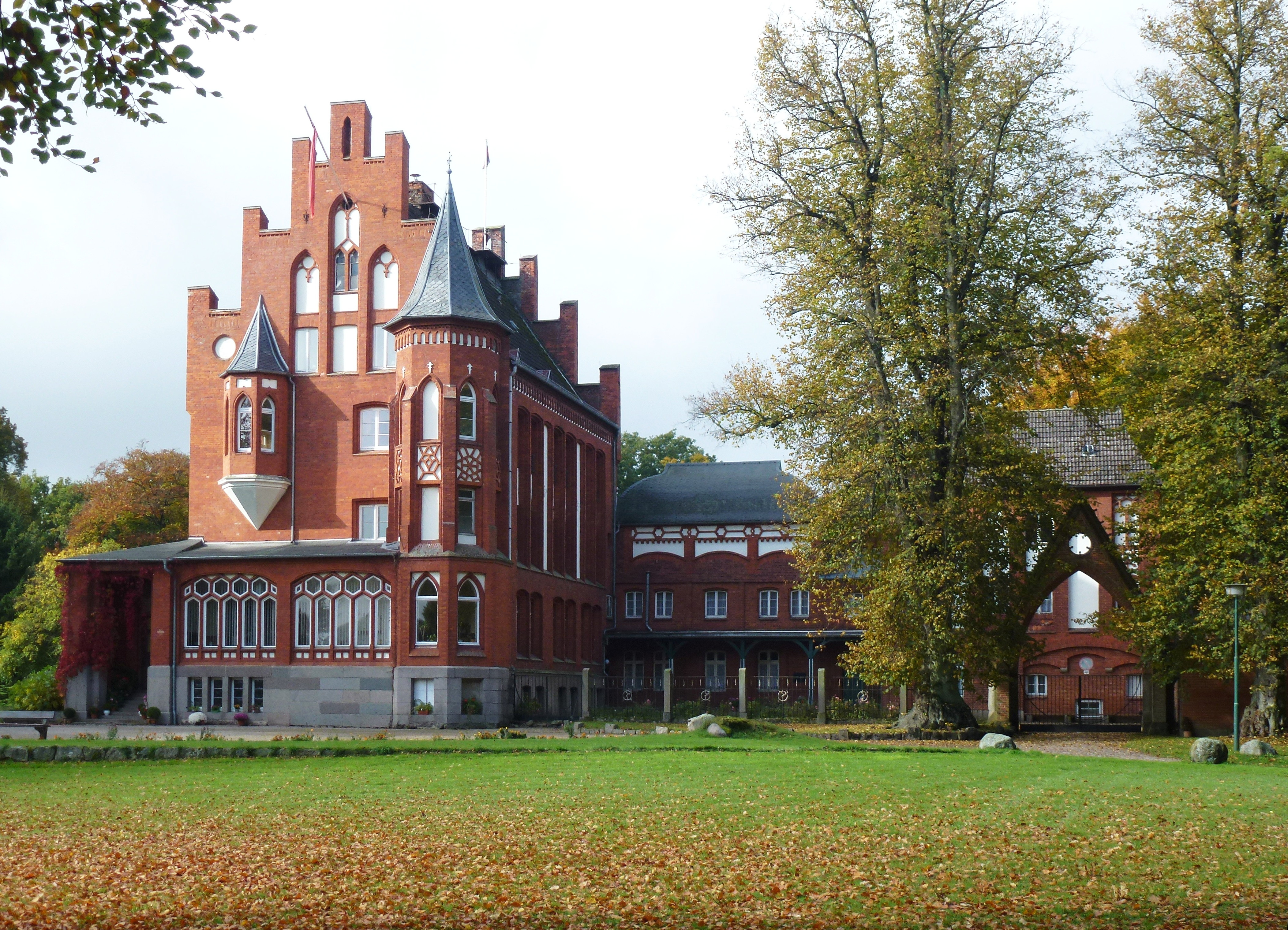
Schloss Kalkhorst im Oktober 2013

Das Schloss Kalkhorst ist ein Herrenhaus aus dem 19. Jahrhundert. Es befindet sich in der Nähe von Kalkhorst im Klützer Winkel im Bundesland Mecklenburg-Vorpommern.

## Geschichte
Das Dorf und Gut Kalkhorst im Klützer Winkel war bereits 1304 im Besitz der Ritter von Both als Vasallen der Bischöfe von Ratzeburg. Die Ritter überließen in diesem Jahr siebeneinhalb Hufen dem Lübecker Johanniskloster unter Vorbehalt des Rückkaufs binnen zehn Jahren. Die Einlösung gelang den Boths allerdings erst 1563. Kalkhorst blieb dann bis 1849 vollständig im Besitz der Familie von Both, bevor es auf die Familie von Biel als Rechtsnachfolger der Boths überging. Die Dorfkirche Kalkhorst verdankt Teile ihrer Ausstattung den Zuwendungen der Familie Both.
Der Baumeister Conrad Wilhelm Hase und Gartenbauinspektor Christian Schaumburg aus Hannover berieten den Bauherrn Thomson von Biel bei der Wahl des Bauplatzes am Lenorenwald. Südöstlich des Ortes Kalkhorst, in diesem Waldstück gelegen, wurde 1853 der Grundstein für das neue Schloss gelegt. Durch den Architekten Schweiger wurden die Planungen umgesetzt. Begonnen wurde mit Bauarbeiten an Nebengebäuden und am Haupthaus. Der erste fertiggestellte Gebäudeteil war der Ostflügel des Schlosses, in den Thomson von Biel sogleich nach Fertigstellung einzog.
1859 wurde für ca. vier Jahre der Schlossbau aufgrund fehlender finanzieller Mittel unterbrochen. Thomson von Biel brachte von seiner Reise erneut verschiedene Eindrücke mit und fertigte ein Modell des Schlosses. Im Jahr 1866 wurde die Innenausstattung des Schlosses Teil der Arbeiten. Im Jahre 1896 hatte Kalkhorst als Lehngut eine Größe von 813 ha. Der Umfang der Begüterung blieb konstant und wies vor der großen Wirtschaftskrise 1929/1930 stabil 828 ha aus.

## Das Schloss

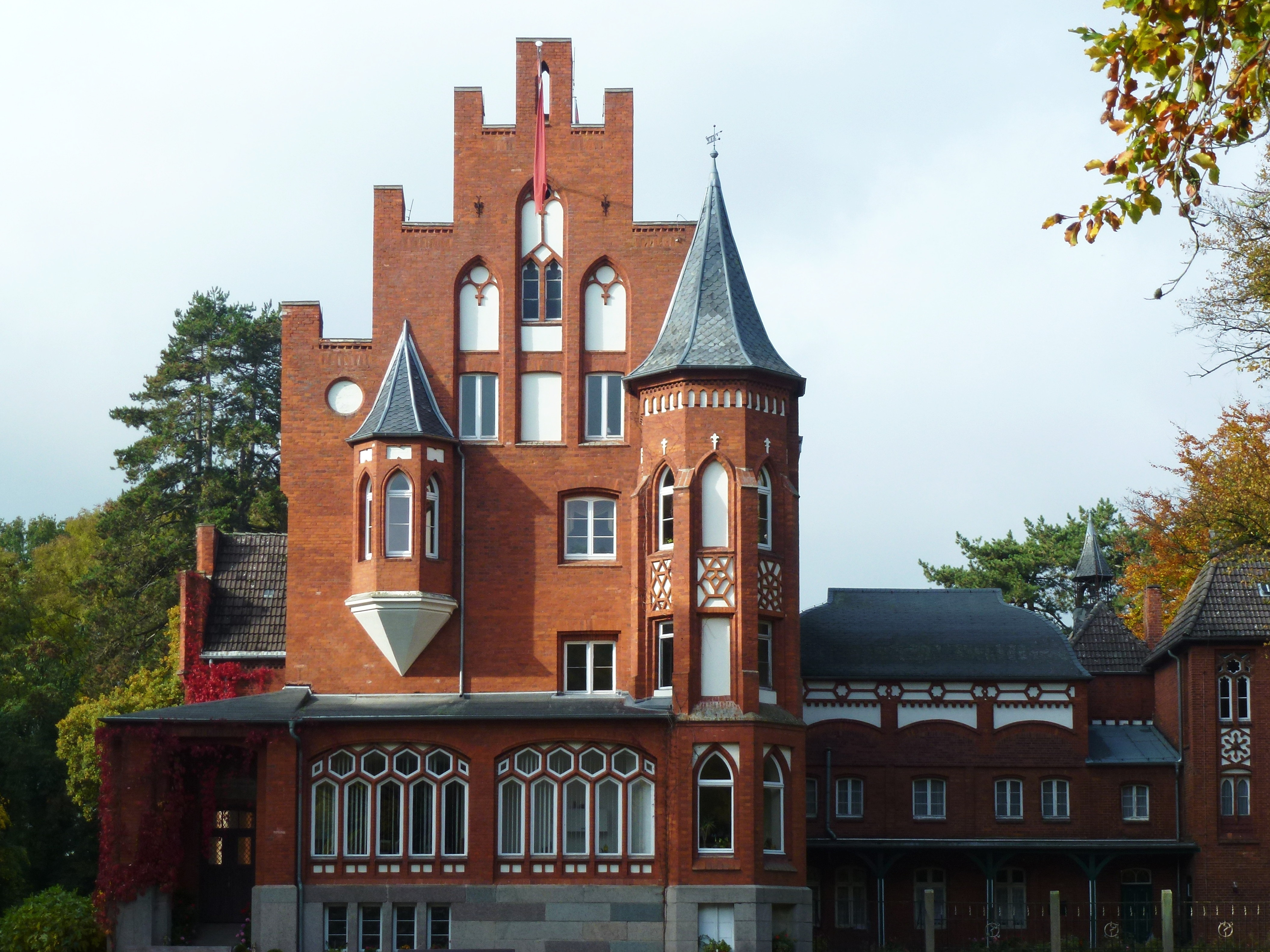
Schloss Kalkhorst, 2013

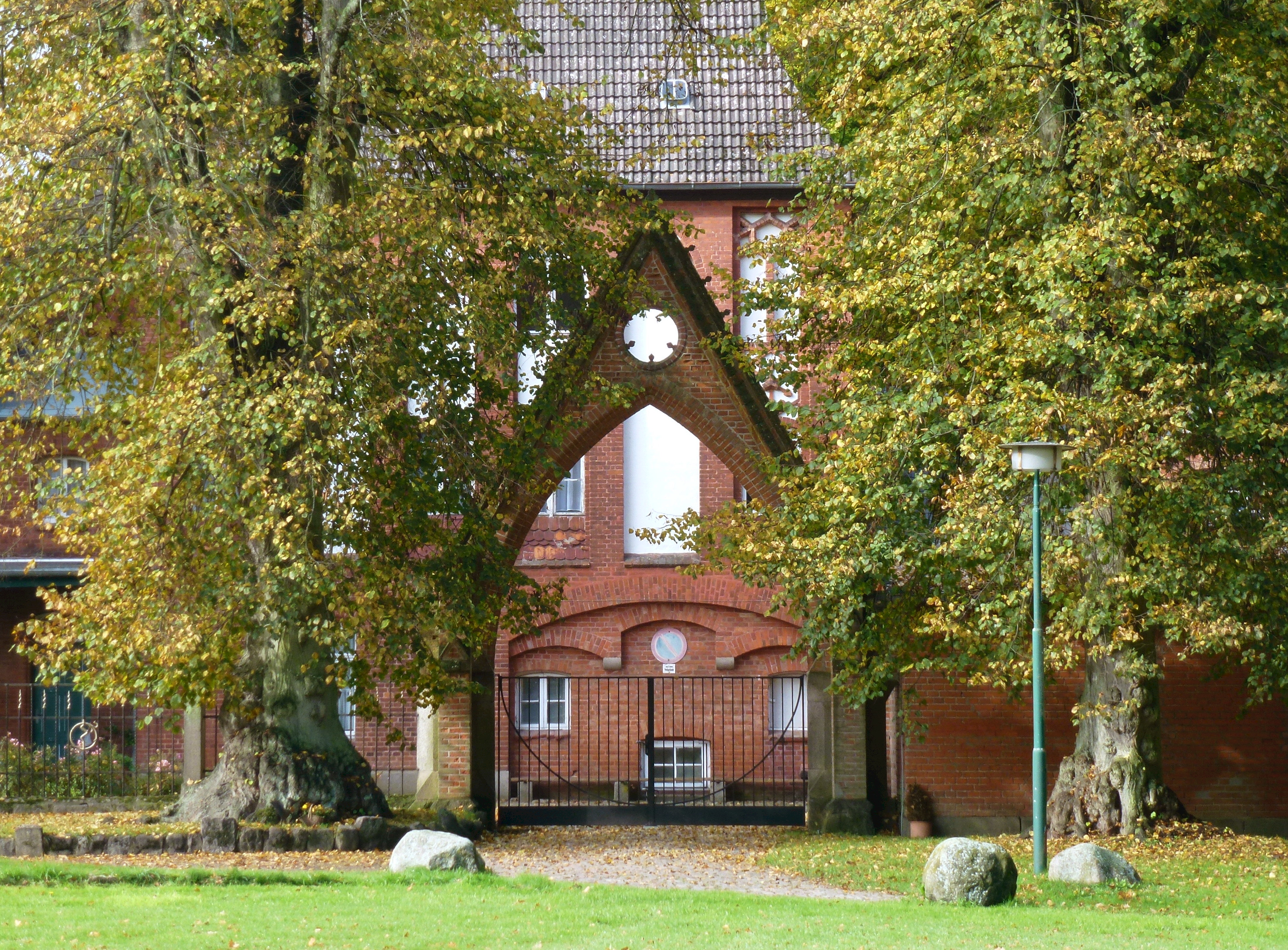
Schloss Kalkhorst, 2013

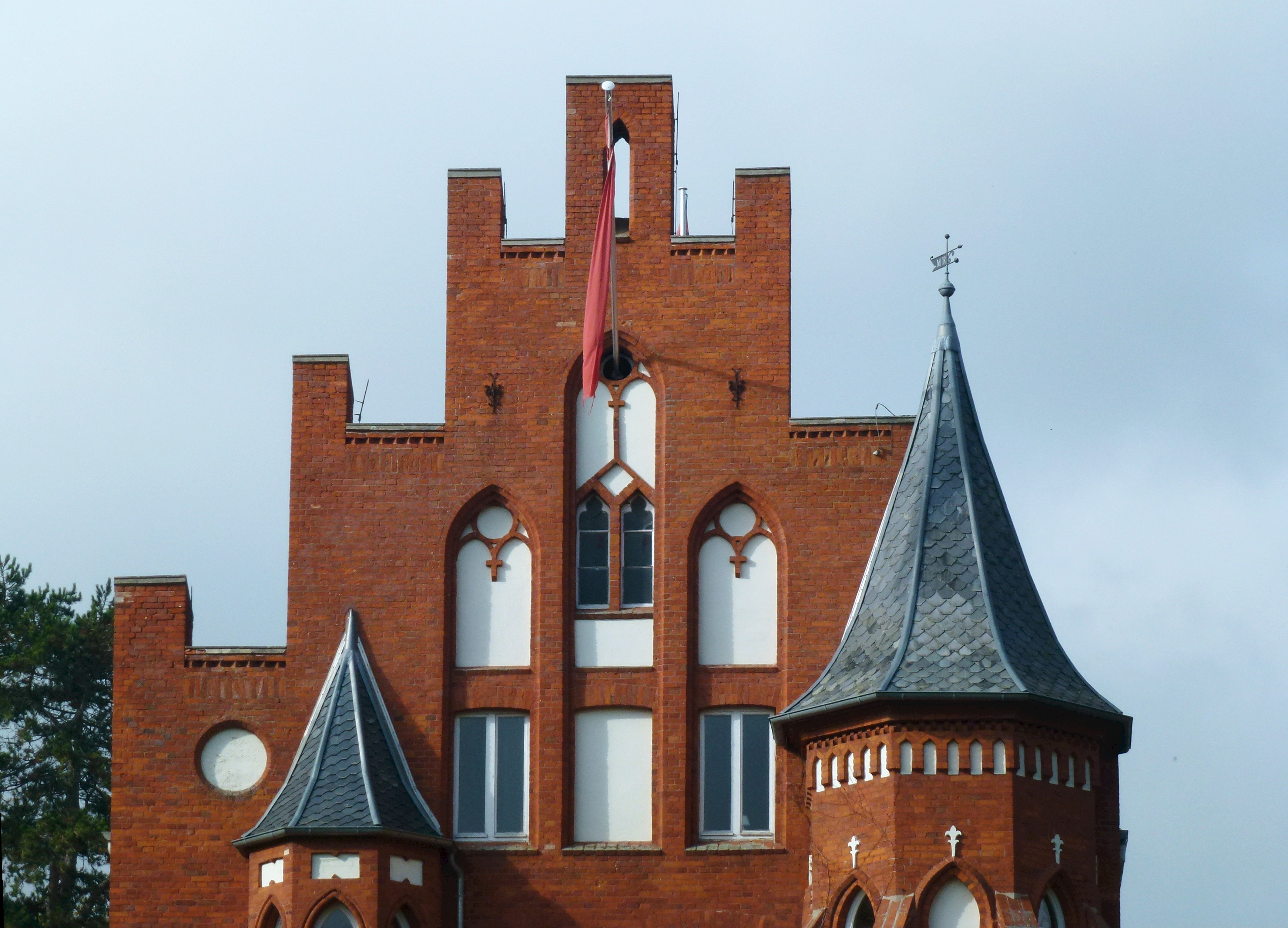
Schloss Kalkhorst, 2013

Die Möbel kamen u. a. aus Regensburg, Brüssel und Italien. Im Venezianerzimmer des Schlosses (Westflügel – heutiges Haupthaus) wurde 1870 die Stuckdecke erstellt. Das Zimmer an sich wurde von dem Schweriner Baurat Theodor Krüger entworfen. Ebenso könnten aus diesem Jahr die Wandmalereien und Wappendarstellungen stammen. Zwei Jahre später wurden zwei Türmchen des Schlosses durch einen Sturm zerstört. Im Jahr 1874 erfolgten die Fertigstellung des Schlossbalkons und die abschließende Fertigstellung der Bauarbeiten am Schloss. Zwei Jahre später wurde die Inneneinrichtung mit einem Ofen aus Nürnberg komplettiert. Der Geflügelstall sowie das Waschhaus am Schloss wurden 1878 erbaut; auf dem Dach des Schlosses entstand 1884 ein Taubenhaus in Miniatur-Schloss-Ausführung. Die heutige Eingangsterrasse wurde 1887 erbaut. Kennzeichnend sind die Granitpfeiler und die portugiesischen Wandfliesen. Nach einigen Jahrzehnten, in denen Feuer, Stürme und Influenza-Epidemien den Ort heimsuchten, konnte 1902 das fünfzigjährige Schlosseigentum von Thomson von Biel gefeiert werden. Ein Jahr später wurde der Eiskeller erbaut, von außen wurden der Stallunterstand sowie das Treppenhaus verkleidet. Doch schon kurz darauf, am 10. September 1905, starb Thomson von Biel. Er wurde in der Parkkapelle beigesetzt. Neuer Gutseigentümer wurde der Gerichtsreferendar, vormalige Legationssekretär sowie Mitarbeiter in der Reichskanzlei Röttger von Biel, der durch seine Arbeit nur selten im Schloss verweilte. Erst zum Ende des Ersten Weltkrieges 1918 kam Röttger von Biel dauerhaft nach Kalkhorst. In den Nachkriegsjahren wurden verschiedene Reparaturarbeiten fällig. Erst 1928 begann Herr von Biel Kalkhorst selbst zu verwalten. Katastrophale Kornpreise führten zu finanziellen Schwierigkeiten auf dem Gut. 1929 erhielt das Schloss elektrisches Licht. Im Herbst 1930 starb der letzte adelige Besitzer Kalkhorsts, Röttger von Biel, bei einem Jagdunfall. Die Todesumstände wurden jedoch nie vollständig geklärt. Die hohe Verschuldung des Gutes lässt die Vermutung zu, dass Herr von Biel seinem Leben selbst ein Ende setzte.
Das Schloss und das Gut wurden unter Zwangsverwaltung gestellt. Das Gut wurde 1931 versteigert. Neuer Gutsbesitzer wurde Arthur Vidal, der in einigen Bereichen eine Zentralheizung einbauen und diverse Reparaturarbeiten vornehmen ließ. Kalkhorst wurde 1933 zum Stützpunkt der NSDAP. Aufgrund gesundheitlicher Probleme wurde das Gut erneut veräußert.

## Einrichtung des VDA
Die Stiftung F.V.S. des Kaufmannes Alfred Toepfer wurde neue Eigentümerin. Dabei ließ es Alfred Töpfer bis zu seinem Tod offen, ob der Begriff „F.V.S.“ dem preußischen Reformer Freiherr vom Stein oder dem Dichter und Philosophen Friedrich von Schiller gewidmet war. Im Jahr 1935 wurde das Schloss unter einem relativ hohen finanziellen Aufwand zu einem Schulungs- und Tagungsheim umgebaut und mit dem Namen Freiherr-vom-Stein-Haus versehen. Mit dem Umbau wurde der Nürnberger Architekt Hans Münnichshöfer beauftragt. Der Maler und Grafiker A. Paul Weber übernahm die künstlerische Ausgestaltung von Schloss und Dorf. Danach wurde die Reichsführerschule I des VDA, eine Einrichtung des Reichssicherheitshauptamtes, im Schloss eröffnet. An der Stelle des zu dieser Zeit abgebrochenen Eishauses entstand eine Jugendherberge mit 21 Betten im Blockhausstil. Von etwa 1939 bis ca. 1943 fanden im Freiherr-vom-Stein-Haus verschiedene Lehrgänge, Tagungen und Schulungen, auch mit internationalen Schulungsteilnehmern statt, die in NS-Subversion gegen ihre jeweiligen Heimatländer unterrichtet wurden, z. B. der Schweizer Armin Mohler. Ab 1943 wurden zunehmend Flüchtlinge im Haus aufgenommen und Schulunterricht gegeben. Im Mai 1945 hat sich hier Heinrich Himmler versteckt, bevor er sich nach Zeven abgesetzt hat.

## Nach 1945
Im Zuge der Bodenreform wurde das Gut Kalkhorst 1945 enteignet und dem damaligen Kreis Schönberg zugesprochen. Das Schloss mit angrenzendem Umland wurde 1945 als Typhus-Krankenhaus, ein Jahr später als Tuberkulose-Heilstätte genutzt. Eine Liegehalle zur Durchführung von Liegekuren der TBC-Patienten wurde am Schloss angebaut. Christa Wolf war Patientin der Heilanstalt und verarbeitete diese Zeit in ihrer Erzählung „August“.  Die bis 1955 bestehende Nutzung des Schlosses als TBC-Heilstätte änderte sich: Die TBC-Heilstätte wurde zu einem TBC-Kurheim. Ab 1966 wurde vom Kreiskrankenhaus Grevesmühlen im Schloss eine psychiatrische Einrichtung betrieben. Diverse Anbauten und Nebengebäude wurden errichtet. Der ursprüngliche Ensemble-Charakter des Schlosses ging dadurch zunehmend verloren. Ab dem 1. Juli 1991 löste das Diakonische Werk im Kirchenkreis Wismar GmbH das Kreiskrankenhaus Grevesmühlen mit der Betreibung der psychiatrischen Einrichtung im Schloss ab.
Erst 1995 wurden im Rahmen von Renovierungsarbeiten Wandmalereien im Speisesaal des Schlosses entdeckt. Dabei handelte es sich um Darstellungen diverser deutscher Wappen, die vermutlich im 19. Jahrhundert durch Thomson von Biel entstanden, wobei jedes zweite Wappen den kaiserlichen Adler zeigt. Über den Saaltüren sind Spruchbänder zu finden, die von A. Paul Weber stammen. Eine Arbeitsbeschaffungsmaßnahme des Arbeitsamtes ermöglichte ab 1996 erste Aufräumungsarbeiten im Schlosspark.
Im Jahr 1999 wurde das Schloss mit zugehörigem Park an Manfred Rohde verkauft. Das Schloss wurde umfangreich instand gesetzt und der neuen Nutzung entsprechend umgebaut. Das zweite Obergeschoss des Schlosses wird zu einer Wohnung der Familie des Eigentümers umgebaut, die im Erdgeschoss befindlichen ehemaligen Seminar- und Schulungsräume werden als Steuerberatungskanzlei genutzt, und einige Zimmer des Schlosses werden als Ferienzimmer eingerichtet. Einige Räumlichkeiten im Schloss werden heute für Konzerte, Vorträge, Trauungen sowie Ausstellungen genutzt. 2015 verkaufte Rohde das Schloss.

### Baustil
Nach den Planungen des Baumeisters Conrad Wilhelm Hase und den Vorstellungen des Bauherrn entstand im 19. Jahrhundert das Schloss im Baustil der Neugotik, die maßgeblich durch die norddeutsche Backsteingotik geprägt wurde und sich an einem idealisierten Mittelalterbild orientierte. Die Blütezeit der Neugotik war von 1830 bis 1900. Das Schloss ist in einem Blockverband gemauert. Flächenverzierungen durch glasierte Steine sind nicht vorhanden. Jedoch sind Flächenverzierungen durch Maßwerk erkennbar. Die Fenster- und Türgewände wurden mit Formsteinen ausgebildet. Auffallend für die norddeutsche Backsteingotik ist zudem das Rosenfenster, z. T. mit einer Rosenblende. Am gesamten Gebäude sind Putzfriese, Bogenfriese und Maßwerkfriese vorhanden. Die Giebel des Hauptgebäudes sind in Form von Pfeilergiebeln ausgebildet.

### Architekten
Die ersten Planungen zum Schloss stammen von Baumeister Conrad Wilhelm Hase. Die von Hase gefertigten Planungen wurden von dem Architekten Schweiger und dem Schweriner Baurat Theodor Krüger umgesetzt. Die umfangreichen Umbauarbeiten am Schloss im Jahr 1935 zu einem Schulungs- und Tagungsheim standen unter der Leitung des Nürnberger Architekten Hans Münnichshöfer. Die künstlerische Ausgestaltung des Schlosses übernahm der Maler und Grafiker Andreas Paul Weber. 1935 begann er mit der künstlerischen Ausgestaltung des Schlosses Kalkhorst.

## Schlosspark und dessen Architekt

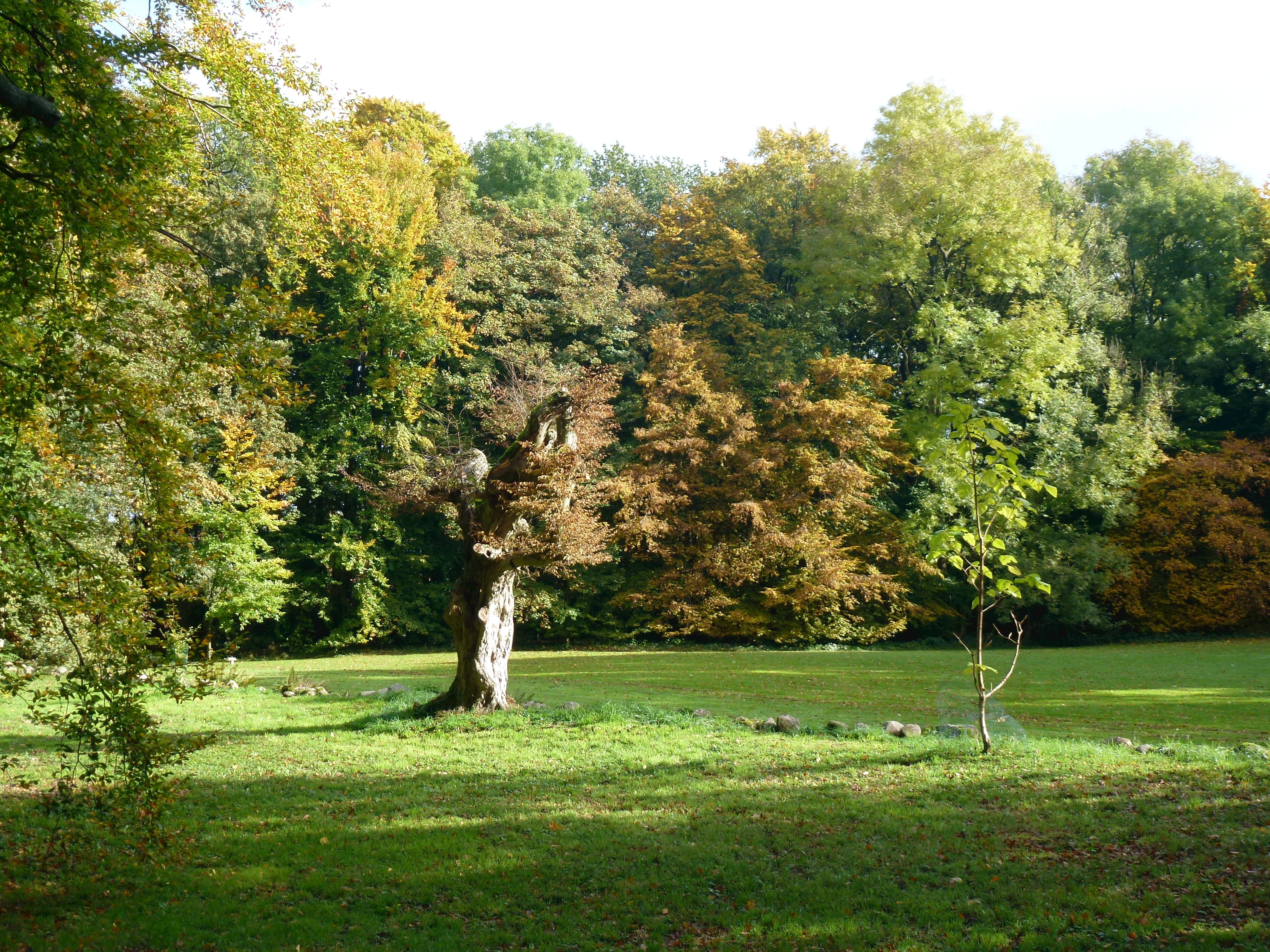
Schloss Kalkhorst, Park, 2013

Parallel zu den Arbeiten am Schloss verliefen die Bauarbeiten im Schlosspark, der nach Vorbild englischer Landschaftsparks gestaltet wurde. Die Arbeiten verliefen unter der Leitung des Gartenbauinspektors Christian Schaumburg (1788–1868). Er war der bedeutendste Landschaftsgärtner des Königreiches Hannover. Christian Schaumburg arbeitete u. a. an der Umgestaltung des hannoverschen Wallmodengartens (später: Georgengarten) in einen Landschaftspark nach englischem Vorbild (von 1835 bis 1841), ebenso an der Umgestaltung des Plöner Schlossgartens in eine Kunst- und Kulturlandschaft sowie an der landschaftlichen Umplanung und Neugestaltung des Kieler Schlossgartens.
1855 wurde die Felsenanlage am Blumengarten fertiggestellt. Der Blumengarten selbst entstand 1867. Im selben Jahr wurde eine Mauer um den Küchengarten errichtet. 1889 wurde die Kapelle mit der Familiengruft der Familie Biel gebaut. Thomson von Biel übernahm die malerische Ausgestaltung des Andachtsraumes. Verwendete Wandfliesen stammen von seinen Reisen auf die Iberische Halbinsel und in den Nahen Osten.
Im Jahr 1930 führt eine Exkursion der Deutschen Dendrologischen Gesellschaft durch den Schlosspark. Bemerkenswert war der damalige Artenreichtum des Schlossparkes.
Mit dem Umbau des Schlosses 1935 zu einem Schulungs- und Tagungsheim wurde auch der Schlossgarten instand gesetzt und umgestaltet. Für die Arbeiten an den Grünanlagen war Gartenarchitekt Harry Maasz aus Lübeck zuständig. Maasz’ Planungen basierten auf der Idee des „Volkspark der Zukunft“ – der Park als bürgernaher Erholungsort in Form einer Kombination von öffentlichen Grünflächen, Gesellschafts- und Sammlungsräumen, Bade- und Turngelegenheiten und Laubenkolonien. Er sah den Park in Verbindung mit der umgebenden Landschaft.
Ab dem Jahr 1966 blieb die Parkanlage mehr oder weniger sich selbst überlassen. Sie verwilderte zunehmend. Erst 1996/1997 wurde der Park aufgeräumt und gepflegt. Hierzu gehörten u. a. die Pflege der Gehölze und Wegeausbesserungen. Zuständig für die Maßnahmen war der damalige Gärtner der Grünanlagen des Schlosses Bothmer Wolfgang Kaletta.
Besondere Bestandteile des Gartens waren die typischen Sichtachsen, ein Felsengarten, ein Fruticetum, ein See sowie ein bemerkenswertes Arboretum. Hier sind u. a. Mammutbäume, Atlas-Zeder, Ginkgo und verschiedene Zypressen- und Lindenarten, Douglasien vorhanden, die den Schlosspark zu einem bedeutenden Artenreichtum verhelfen.
Der Schlosspark Kalkhorst wurde am 1. September 2002 auf der Gartenfachmesse „GAFA“ (Internationale Gartenfachmesse) in Köln – insbesondere auf Grund des außergewöhnlichen Artenreichtums – als zweitschönster Park Deutschlands ausgezeichnet. Umfangreiche Arbeiten zur Erhaltung der Kapelle im Schlosspark wurden 2003 durchgeführt.